# Guido Quaroni
Guido Quaroni (9 november 1967) is een Amerikaanse computeranimatiemaker. Hij was daarnaast ook te horen in twee animatiefilms van Pixar, namelijk Monsters, Inc. en Cars.

## Producties

### Als stemacteur
- Monsters Inc. (2001)
- Cars (2006) - Guido
- Cars 2 (2011) - Guido
- Disney Infinity (2013) - Guido
- Cars 3 (2017) - Guido
- Cars on the Roads (2022) - Guido

### Achter de schermen
- The Incredibles (2004)
- Finding Nemo (2003)
- Monsters Inc. (2001)
- Toy Story 2 (1999)